# 繁塔街道
繁塔街道，是中华人民共和国河南省開封市禹王台区下辖的一个乡镇级行政单位。

## 行政区划
繁塔街道下辖以下地区：
繁北社区、禹南社区、禹东社区、铁南社区和禹新社区。